# Кордова автомодель
Ко́рдова автомодель (англ. Tether car) — спеціальна швидкісна модель автомобіля з двигуном, яка рухається по колу на кільцевому треку, та утримується сталевою ниткою (кордом). Моделі запускають з метою досягнення максимальної швидкості, сьогоднішні рекорди сягають понад 340 км/год.
Кордові автомоделі є одним найстарішим видом автомоделізму.

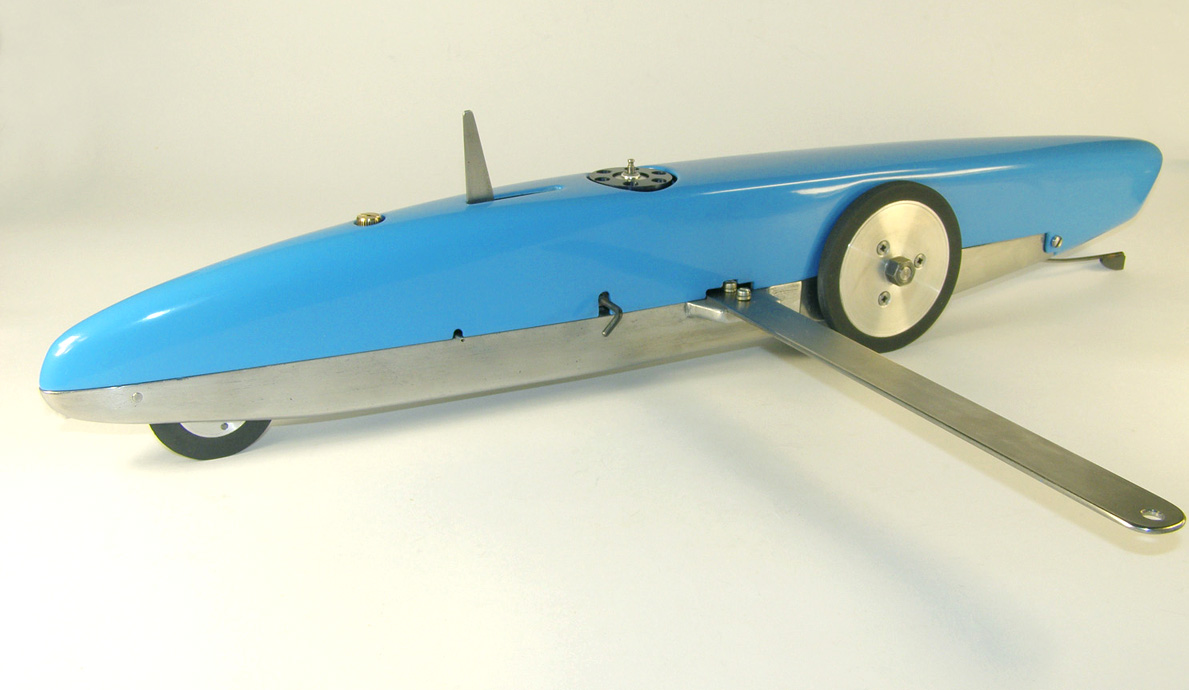
Типова кордова автомодель з двигуном 1,5 cm³

## Історія
Гонки автомоделей стали популярним хобі в США наприкінці 1930-х років. Спочатку це були гонки на кільцевих слотових треках, де на окремих доріжках запускали кілька моделей одночасно.
В змаганнях на досягнення максимальної швидкості, моделі запускали на круговому майданчику, прив'язаними на корді до центру що обертається.
Одним із аматорів цього виду хобі, був авіамоделіст Том Доолінг (Tom Dooling), котрий захопився гоночними автомоделями і вирішив побудувати автомодель з бензиновим авіамодельним мотором власної конструкції. Беручи участь в трасових гонках, модель Доолінга показувала обнадійливі результати швидкості.
У 1937 році в Лос-Анжелесі був проведений перший неофіційний чемпіонат з кордових автомоделей (Tether cars). У 1939 році, вже стартував офіційний чемпіонат США, а на другому чемпіонаті 1940 року модель Тома Доолінга посіла перше місце, показавши швидкість 103 км/год.
Разом зі своїми двома братами Том заснував компанію Dooling Brothers і почав серійне виробництво кордових автомоделей та спеціалізованих гоночних двигунів.
Моделі були схожі на справжні гоночні автомобілі тих часів, та мали подібну конструкцію. Згодом вони набирали більш аеродинамічних форм, які стали характерними лише для кордових швидкісних моделей.

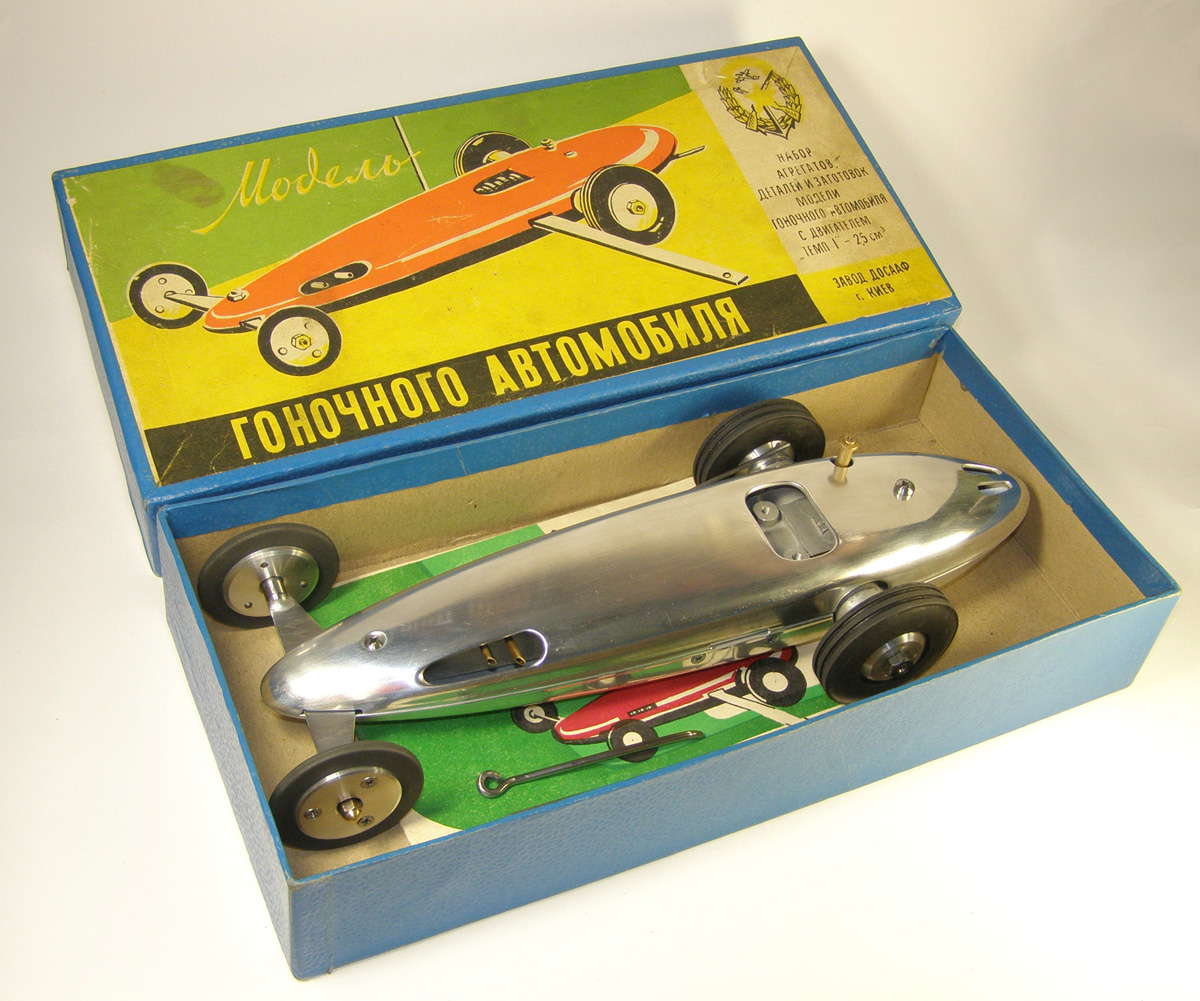
Модель зібрана із деталей комлекту ТЕМП. Автомодель з налаштованим двигуном досягала швидкості 120 км/год

Основним залишався клас моторів 10 см³, і всі імениті гонщики як Dick McCoy, Bill Atwood, Ira Hassad, Ray Snow стартували на моделях з такими моторами.
В 1947 році був створений потужний бензиновий мотор Dooling—61, який не мав на той час аналогів та почав нову епоху у виробництві двигунів для спортивного моделізму.
Вже в 1948 році тільки в США налічувалося 440 треків та кордодромів, на яких запускали моделі близько 3 000 000 автомоделістів, членів американської асоціації AMRCA.
В СРСР, лише на початку 1960-х років на київському заводі ДОСААФ № 9
був освоєний серійний випуск комплекту деталей для виготовлення моделі під двигун об'ємом 1,5 см³. Набір отримав офіційну назву: «Гоночна модель з двигуном внутрішнього згоряння МК-16». Її конструкція була дуже схожа на популярну американську модель McCoy Tear Drop. Через своєї зовнішньої форми модель називали «жабка».
Автомодель оснащувалася редуктором з циліндричними шестернями і була розрахована на установку нового на той час, компресійного мотора МК-16. Налаштована модель досягала швидкості близько 60 км/год.
Через низку причин, дана модель не стала популярною, і її виробництво було припинено.
В 1966 році було розпочато виробництво нового та єдиного в СРСР масового набору кордової моделі. Це була так звана «набор-посилка», повна назва: «Комплект деталей та заготовок для гоночної автомоделі з компресійним двигуном ТЕМП-1 об'ємом 2,5 см³». Набор вироблявся київським заводом ДОСААФ № 9, на якому з 1962 року випускали найкращі на той час компресійні двигуни РИТМ. Основою конструкції мотора послужив вдалий англійська двигун Oliver Tiger-Mk III. РИТМ мав такі ж діаметр і хід поршня, фази розподілу і загальну конструкцію більшості деталей. Прототипом для набору була обрана модель «Ultimate» тієї ж англійської фірми Oliver.
У моделі відсутній редуктор, а ведучі колеса монтувалися безпосередньо на двох валах мотора. Спеціально для цієї моделі, на базі деталей РИТМ, був розроблений двовальний двигун ТЕМП-1. Комплект вироблявся у великій кількості, і майже чверть століття на всій території СРСР в автомодельних гуртках, будувалася одна і та ж модель без особливих змін конструкції.

Кордові автомоделі зібрані із комплектів деталей що вироблялись київським заводом ДОСААФ № 9

Дорослі моделісти виготовляли свої моделі самотужки, встановлювали на них мотори власної конструкції або закордонного виробництва.
Перші змагання з автомодельного спорту у колишньому СРСР, були проведені в м. Харкові у 1956 році.
Першим майстром спорту став спортсмен з Харкова Булигін Віктор Олександрович (до того ж, автор понад 50 кордодромів на території колишнього СРСР та соціалістичних країн). Першим українським спортсменом, що встановив рекорд Європи та став Майстром спорту міжнародного класу був Клименко Анатолій Павлович з м. Миколаєва.
Найстаріші моделісти, що зараз беруть участь у змаганнях з кордових моделей:
- Сафіяник Ігор Миколайович, МСУМК, м. Стрий (з 1965 року)
- Косточка Олександр Іванович, МСУМК, м. Хмельницький (з 1965 року)
- Качур Віктор Валентинович, МСУМК, м. Київ (з 1969 року)

Сьогодні в Україні регулярно проходять чемпіонати на Кубки України серед юнаків, юніорів, та дорослих автомоделістів.
Головною організацією, що опікується розвитком автомодельного спорту, є Національная українська федерація автомодельного спорту. Національний статус організація отримала у 2015 році.

## Стартовий майданчик

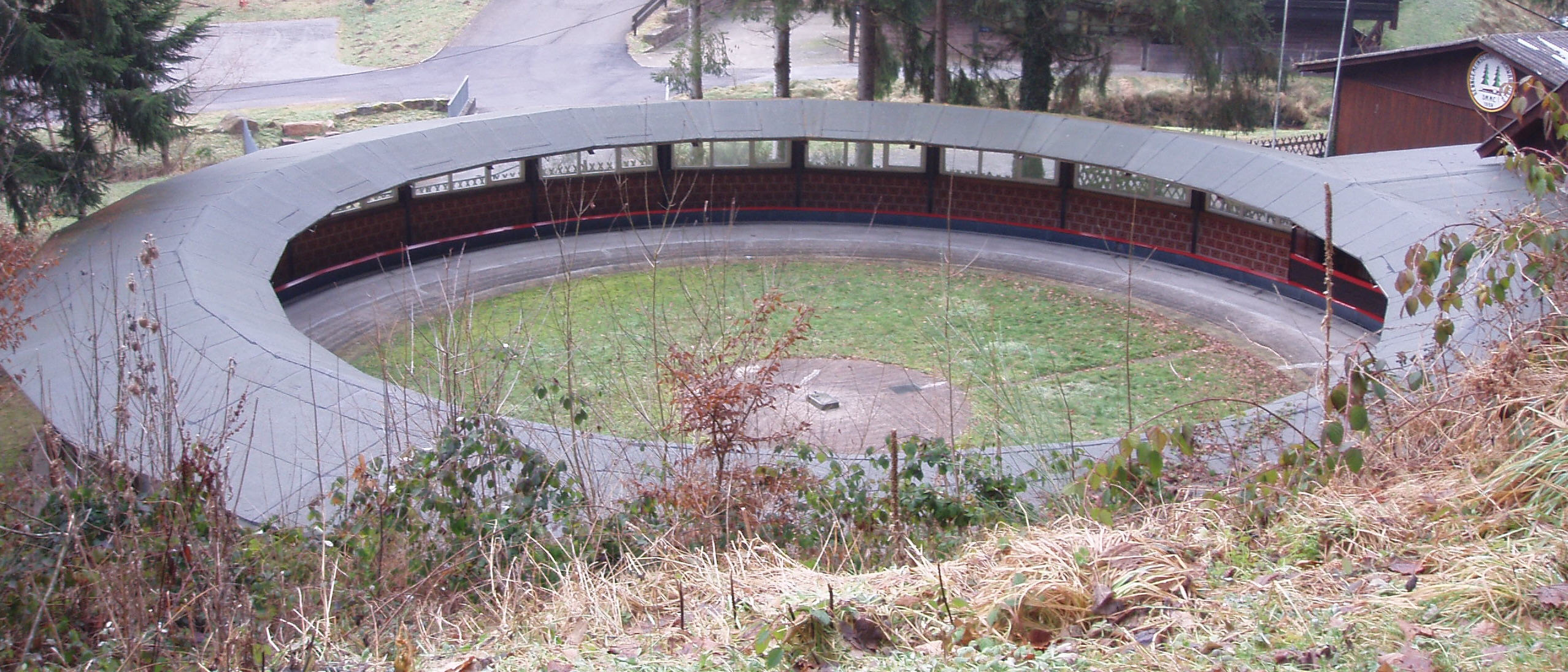
Кордодром для автомоделей в місті Kapfenhardt / Німеччина

Кордові автомоделі запускають на спеціальному кільцевому треку — кордодромі. Це бетонна доріжка діаметром 20 метрів з дуже рівною поверхнею. З міркувань безпеки, доріжка огороджена по периметру бордюром, а весь майданчик сітчастою огорожею, щоб модель не могла потрапити в глядачів. В центрі треку встановлено вертикальний стрижень з невеликою платформою, та планка на підшипнику, що вільно обертається навколо стрижня. До планки закріплюється корд (сталева нитка товщиною 0,8—2,1 мм) до якого приєднана автомодель. Кордодром досить складна споруда, окрім гарного покриття, вони мають захищене місце для суддів, найкращі з них оснащені накриттям над всією гоночною доріжкою.
В Україні є діючі кордодроми у містах: Запоріжжя, Стрій, Миколаїв, Хмельницький.
Стрийський кордодром був споруджений у 2006 році та вважається одним з найкращих у Європі. На ньому регулярно проводяться чемпіонати України та етапи кубка світу. У 2008 року на кордодромі м. Стрий пройшов 57-й, а у 2014 році — 60-й чемпіонат Європи з автомодельного спорту.

## Техніка та старти

Запуск автомоделі за допомогою стартового штока

В конструкції автомоделі все підпорядковано досягненню найвищої швидкості. Залежно від класу вони мають свої особливості: розміщення двигуна вздовж або поперек осі, наявність редуктора, трансмісії, або прямий
привід безпосередньо з двигуна.
Всі кордові моделі забезпечені причіпною кордовою планкою завдовжки 225—255 мм, яка знаходиться в межах центра ваги автомоделі. На моделі встановлюють двигуни внутрішнього згорання з робочим об'ємом 1,5; 2,5; 3,5; 5; 10 см³. Габаритні розміри гоночних моделей не обмежуються, але їх маса відповідно об'ємам двигунів не повинна перевищувати: 1,050; 1,570; 1,870; 2,000; 2,300; 3,130 кг.

### Запуск моделей
Учасник змагань з моделлю проходить технічну комісію, де перевіряється відповідність моделі технічних вимогам. Перед стартом суддя промиває бак моделі та заправляє її стандартнім пальним, всі моделі повинні використовувати пальне однакового складу. До виходу на старт модель залишається на суддівському столі.
Коли учасника викликають на старт — він отримує модель у судді і виходить на кордодром. Суддя зачіплює модель до кордової нитки.
З цього моменту учасник отримує 3 хвилини на запуск моделі. Модель запускається «з поштовха» рукою, або за допомогою спеціального штока. У центрі кола знаходиться помічник учасника — «розкрутник», який підтримує модель при старті за кордову нитку, не даючи їй закотитися у коло, та розкручує модель до виходу двигуна на потрібний режим роботи. Коли автомодель досягла необхідної швидкості, учасник натискує кнопку комп'ютерної системи для відліку часу. Після проходження дистанції 500 метрів (8 кіл), учасник повинен у продовж 10 кіл зупинити модель спеціальним пристроєм. Швидкість заїзду визначається з точністю до 0,001 км/год.

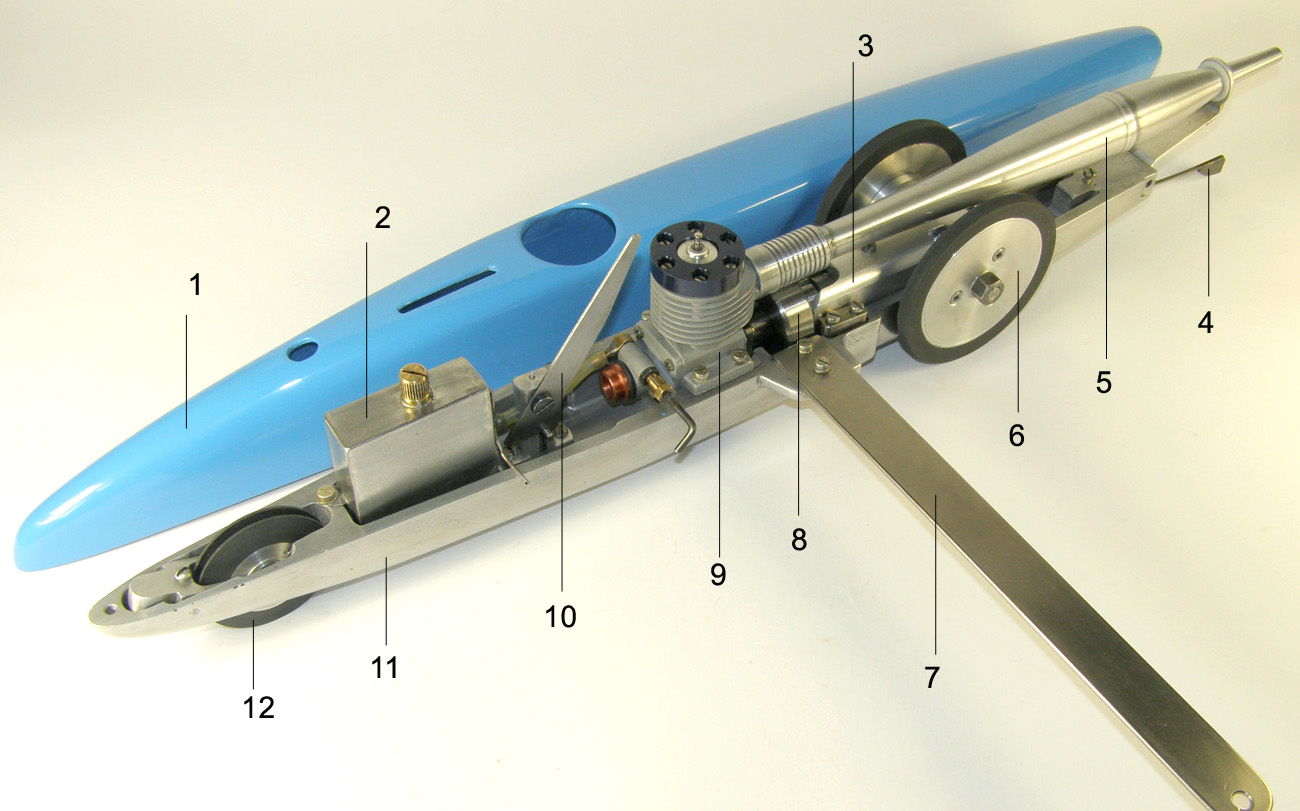
Конструкція кордової автомоделі класу E-1: 1 — корпус обтічника; 2 — паливний бак; 3 — корпус редуктора трансмісії; 4 — захисна шпора; 5 — випускна резонансна труба; 6 — приводні колеса (з амортизатором); 7 — кордова планка; 8 — маховик двигуна з шарнірним з'єднанням; 9 — двигун з запаленням свічкою розжарювання; 10 — важіль паливного крана; 11 — металевий корпус шасі; 12 — передні колеса (з амортизатором)

### Класи моделей
Для участі у змаганнях моделі поділяються на класи:
- Кордові гоночні моделі автомобіля з ДВЗ 1,5 см³
- Кордові гоночні моделі автомобіля з ДВЗ 2,5 см³
- Кордові гоночні моделі автомобіля з ДВЗ 3,5 см³ (з редуктором на циліндричних шестернях)
- Кордові гоночні моделі автомобіля з ДВЗ 3,5 см³ (з редуктором на конічних шестернях)
- Кордові гоночні моделі автомобіля з ДВЗ 5,0 см³
- Кордові гоночні моделі автомобіля з ДВЗ 10,0 см³
- К-1 Кордові моделі-копії автомобіля з ДВЗ 1,5 см³
- К-2 Кордові моделі-копії автомобіля з ДВЗ 2,5 см³
- ЕЛ-1 Кордові моделі-копії автомобіля з електродвигуном

### Цікавий факт
Для того, щоб зупинити двигун моделі після проходження дистанції, більшість моделістів використовують звичайний м'який віник для підлоги. Зовні, на моделі знаходиться важіль механізму паливного крана, він чіпляється за віник та перекриває подачу пального.

## Світові рекорди швидкості
| Клас               | Дата            | Спортсмен            | Швидкість |
| Клас               | Дата            | Спортсмен            | км/год    |
| ------------------ | --------------- | -------------------- | --------- |
| WMCR I (1,5 cm³)   | 9 грудня, 2006  | Jan-Erik Falk        | 268,697   |
| WMCR II (2,5 cm³)  | 20 серпня, 2016 | Torbjörn Johannessen | 285,711   |
| WMCR III (3,5 cm³) | 4 квітня, 2017  | Andrii Yakymiv       | 300,953   |
| WMCR IV (5 cm³)    | 05 квітня, 2014 | Tonu Sepp            | 317,124   |
| WMCR V (10 cm³)    | 18 жовтня, 2019 | Ando Rohmets         | 347,490   |